# Forcipomyia laguncula
Forcipomyia laguncula är en tvåvingeart som beskrevs av Jean-Jacques Kieffer 1925. Forcipomyia laguncula ingår i släktet Forcipomyia och familjen svidknott. Inga underarter finns listade i Catalogue of Life.